# Castle in the Ground
Castle in the Ground (Brasil: No Fundo do Poço ) é um filme escrito e dirigido por Joey Klein sobre o vício em opiáceos de um adolescente após a morte de sua mãe em estado terminal. Ele teve sua estreia mundial no Festival Internacional de Cinema de Toronto de 2019.

## Elenco
- Alex Wolff - Henry Fine
- Imogen Poots - Ana
- Tom Cullen - Jimmy
- Keir Gilchrist - Polo Boy
- Neve Campbell - Rebecca Fine
- Kiowa Gordon - Stevie
- Star Slade - Rachel

## Recepção
No agregador de críticas Rotten Tomatoes, que categoriza as opiniões apenas como positivas ou negativas, o filme tem um índice de aprovação de 67% com base em 39 comentários dos críticos. O consenso crítico do site diz: "Embora esteja longe de ser um drama agradável, o bem atuado Castle in the Ground se aproxima do vício com admirável honestidade."